# Кубок АФК 2015
Кубок АФК 2015 — 12-й розыгрыш второго по значимости клубного футбольного турнира Азиатской конфедерации футбола (АФК). Разыгрывается среди клубов стран, уровень развития футбола в которых не достаточно высок для участия в Лиге чемпионов АФК.

## Формат и участники
В предварительном квалификационном раунде прняли участие 8 клубов. Команды были разбиты на 4 пары и сыграли один матч; победители вышли в квалификационный плей-офф
В квалификационном плей-оффе приняли участие 10 клубов (4 клуба из квалификационного раунда и 6 новых клубов). Команды играли один матч, причем клубы из Западной Азии играли против друг друга.
В групповом этапе турнира примут участие 32 клуба (5 клубов из квалификационного плей-оффа и 27 новых клубов). Команды были разбиты на 8 групп по 4 команды: 4 группы для Западной Азии и 4 — для Восточной; по 2 лучшие команды из группы выйдут в плей-офф.
В плей-оффе примут участие 16 клубов. Плей-офф играется по традиционной схеме: 1/8 финала, 1/4 финала, полуфиналы, финал. Команды играют двухматчевое противостояние. До полуфиналов матчи разделяются на зоны: Западная Азия, Восточная Азия. В финале сыграют победители двух зон.

## Участники
| Условные обозначения                              |
| ------------------------------------------------- |
| Команды, стартующие с группового этапа            |
| Команды, стартующие с квалификационного плей-оффа |
| Команды, стартующие с квалификационного раунда    |

### Западная Азия
| Страна                              | Клуб                                | Основание квалификации                                       | Участие | Посл. участие год |
| ----------------------------------- | ----------------------------------- | ------------------------------------------------------------ | ------- | ----------------- |
| Ирак · 2 участника                  | Аль-Шорта (Багдад)                  | Чемпион Ирака 2013/14ИРК                                     | 2-е     | 2014              |
| Ирак · 2 участника                  | Эрбиль (Эрбиль)                     | 2-е место Чемпионата Ирака по футболу 2013/14ИРК             | 6-е     | 2014              |
| Кувейт · 2 участника                | Аль-Кадисия (Эль-Кувейт)            | Чемпион Кувейта 2013/14ЛЧ                                    | 6-е     | 2014              |
| Кувейт · 2 участника                | Аль-Кувейт (Эль-Кувейт)             | Победитель Кубка Кувейта 2013/14                             | 7-е     | 2014              |
| Иордания · 2 участника              | Аль-Вихдат (Амман)                  | Чемпион Иордании 2013/14 Победитель Кубка Иордании 2013/14ЛЧ | 8-е     | 2012              |
| Иордания · 2 участника              | Аль-Джазира (Амман)                 | 3-е место в чемпионате Иордании 2013/14ИОР                   | 1-е     | -                 |
| Оман · 2 участника                  | Аль-Нахда (Эль-Бурайми)             | Чемпион Омана 2013/14ЛЧ                                      | 3-е     | 2010              |
| Оман · 2 участника                  | Фанджа (Эс-Сиб)                     | Победитель Кубка султана Кабуса 2013/14                      | 3-е     | 2014              |
| Бахрейн · 2 участника               | Аль-Риффа (Эр-Рифа)                 | Чемпион Бахрейна 2013/14ЛЧ                                   | 4-е     | 2014              |
| Бахрейн · 2 участника               | Аль-Хидд (Мухаррак)                 | 3-е место чемпионата Бахрейна 2013/2014БАХ                   | 2-е     | 2014              |
| Ливан · 2 участника                 | Аль-Неймех (Бейрут)                 | Чемпион Ливана 2013/14                                       | 7-е     | 2014              |
| Ливан · 2 участника                 | Салам Згарта (Згарта)               | Победитель Кубка Ливана 2013/14                              | 1-е     | -                 |
| Сирия · 2 участника                 | Аль-Вахда (Дамаск)                  | Чемпион Сирии 2013/14                                        | 4-е     | 2014              |
| Сирия · 2 участника                 | Аль-Джаиш (Дамаск)                  | Победитель Кубка Сирии 2014                                  | 5-е     | 2014              |
| Государство Палестина · 2 участника | Тараджи Вади Аль-Нес (Вади Аль-Нес) | Чемпион Палестины 2013/14                                    | 1-е     | -                 |
| Государство Палестина · 2 участника | Хиляль Аль-Кудс (Иерусалим)         | Победитель Кубка Палестины 2013/14                           | 1-е     | -                 |
| Таджикистан · 2 участника           | Истиклол (Душанбе)                  | Чемпион Таджикистана 2014 Победитель Кубка Таджикистана 2014 | 1-е     | -                 |
| Таджикистан · 2 участника           | Хайр (Вахдат)                       | 2-е место Чемпионата Таджикистана по футболу 2014            | 1-е     | -                 |
| Туркменистан · 2 участника          | Алтын Асыр (Ашхабад)                | Чемпион Туркменистана 2014                                   | 1-е     | -                 |
| Туркменистан · 2 участника          | Ахал (Аннау)                        | Победитель Кубка Туркменистана 2014                          | 1-е     | -                 |
| Кыргызстан · 1 участник             | Дордой (Бишкек)                     | Чемпион Кыргызстана 2014                                     | 1-е     | -                 |
| Йемен · 1 участник                  | Ас-Сакр (Таиз)                      | Чемпион Йемена 2013/14                                       | 3-е     | 2011              |
| Бангладеш · 1 участник              | Шейх Руссел (Дакка)                 | Победитель группового этапа Кубка президента АФК 2014        | 1-е     | -                 |
| Непал · 1 участник                  | Мананг Марсянгди (Катманду)         | Победитель группового этапа Кубка президента АФК 2014        | 1-е     | -                 |

### Восточная Азия
| Страна                  | Клуб                      | Основание квалификации                          | Участие | Посл. участие год |
| ----------------------- | ------------------------- | ----------------------------------------------- | ------- | ----------------- |
| Индонезия · 2 участника | Персиб (Бандунг)          | Чемпион Индонезии 2014ЛЧ                        | 1-е     | -                 |
| Индонезия · 2 участника | Персипура (Джаяпура)      | Второе место чемпионата Индонезии 2014          | 3-е     | 2014              |
| Гонконг · 2 участника   | Китчи (Гонконг)           | Чемпион Гонконга 2013/14ЛЧ                      | 5-е     | 2014              |
| Гонконг · 2 участника   | Саут Чайна (Гонконг)      | Победитель Сезонного Плей-Оффа Гонконга 2013/14 | 6-е     | 2014              |
| Мьянма · 2 участника    | Яданабоун (Мандалай)      | Чемпион Мьянмы 2014ЛЧ                           | 1-е     | -                 |
| Мьянма · 2 участника    | Иравади Юнайтед (Бассейн) | Победитель Кубка Мьянмы 2014                    | 3-е     | 2013              |
| Малайзия · 2 участника  | Джохор (Джохор-Бару)      | Чемпион Малайзии 2014ЛЧ                         | 2-е     | 2009              |
| Малайзия · 2 участника  | Паханг (Куантан)          | Победитель Кубка Малайзии 2014                  | 3-е     | 2007              |
| Индия · 2 участника     | Бенгалуру (Бангалор)      | Чемпион Индии 2013/14ЛЧ                         | 1-е     | -                 |
| Индия · 2 участника     | Ист Бенгал (Калькутта)    | Второе место в Чемпионате Индии 2013/14         | 8-е     | 2013              |
| Сингапур · 2 участника  | Уорриорс (Сингапур)       | Чемпион Сингапура по футболу 2014ЛЧ             | 4-е     | 2013              |
| Сингапур · 2 участника  | Балестье Халса (Сингапур) | Победитель Кубка Сингапура 2014                 | 1-е     | -                 |
| Мальдивы · 2 участника  | Нью Рэдиант (Мале)        | Чемпион Мальдив 2014                            | 7-е     | 2014              |
| Мальдивы · 2 участника  | Мазия (Мале)              | Победитель Кубка Мальдив по футболу 2014        | 3-е     | 2014              |
| Филиппины · 2 участника | Глобал (Макати)           | Чемпион Филиппин 2014                           | 1-е     | -                 |
| Филиппины · 2 участника | Церес (Баколод)           | Победитель Кубка Филиппин по футболу 2014       | 1-е     | -                 |
| Лаос · 1 участник       | Лао Тойота (Вьентьян)     | Чемпион Лаоса 2014                              | 1-е     | -                 |

Примечания
- ↑ БАХ: клуб Аль-Хидд заменил обладателя кубка клуб Ист Рифа.[1]
- ↑ ИОР: команда Аль-Джазира заняла место серебряного призёра чемпионата клуба Аль-Файсали.[2]
- ↑ ИРК: В связи с ухудшением военной обстановки и ростом беспорядков в стране Футбольная ассоциация Ирака отменила оставшуюся часть иракского футбольного сезона 2013–2014 годов 18 июня 2014 года. Положение на момент отмены было объявлено окончательным, То есть Аль-Шорта и Эрбиль финишировали как чемпион и серебряный призёр иракской Премьер-лиги 2013/14 соответственно.[3]
- ↑  ЛЧ: Команды, проигравшие в квалификационных раундах Лиги чемпионов АФК 2015 будут играть в групповом этапе Кубка АФК 2015.

## Календарь
Все жеребьевки проводились в Куала-Лумпур Малайзия.
| Стадия          | Раунд           | Дата жеребьевки | Первый матч         | Второй матч         |
| --------------- | --------------- | --------------- | ------------------- | ------------------- |
| Квалификация    | Предварительный | Не проводилась  | 9–10 февраля 2015   | 9–10 февраля 2015   |
| Квалификация    | Плей-офф        | Не проводилась  | 17 февраля 2015     | 17 февраля 2015     |
| Групповой этап  | 1 тур           | 11 декабря 2014 | 24–25 февраля 2015  | 24–25 февраля 2015  |
| Групповой этап  | 2 тур           | 11 декабря 2014 | 10–11 марта 2015    | 10–11 марта 2015    |
| Групповой этап  | 3 тур           | 11 декабря 2014 | 17–18 марта 2015    | 17–18 марта 2015    |
| Групповой этап  | 4 тур           | 11 декабря 2014 | 14–15 апреля 2015   | 14–15 апреля 2015   |
| Групповой этап  | 5 тур           | 11 декабря 2014 | 28–29 апреля 2015   | 28–29 апреля 2015   |
| Групповой этап  | 6 тур           | 11 декабря 2014 | 12–13 мая 2015      | 12–13 мая 2015      |
| Стадия плей-офф | 1/8             | 11 декабря 2014 | 26–27 мая 2015      | 26–27 мая 2015      |
| Стадия плей-офф | четвертьфиналы  | 18 июня 2015    | 25–26 августа 2015  | 15–16 сентября 2015 |
| Стадия плей-офф | полуфиналы      | 18 июня 2015    | 29–30 сентября 2015 | 20–21 октября 2015  |
| Стадия плей-офф | финал           | 18 июня 2015    | 31 октября 2015     | 31 октября 2015     |

## Квалификация

### Предварительный раунд
| Команда 1       | Счёт   | Команда 2        |
| --------------- | ------ | ---------------- |
| Ахал            | 1:0    | Дордой           |
| Алтын Асыр      | 0:1    | Ас-Сакр          |
| Хайр            | 1:0    | Шейх Руссел      |
| Хиляль Аль-Кудс | неявка | Мананг Марсянгди |

## Плей-офф

### 1/8 финала
На этой стадии победитель определялся в одном матче на поле команды, занявшей первое место в группе.
Матчи прошли 26 мая—28 мая 2015 года.
| Команда 1          | Счёт        | Команда 2      |
| ------------------ | ----------- | -------------- |
| Персипура Джаяпура | 0:3         | Паханг         |
| Саут Чайна         | 2:0         | Бенгалуру      |
| Истиклол           | 1:1(п. 4:2) | Аль-Вахда      |
| Аль-Вихдат         | 0:1         | Аль-Кадисия    |
| Персиб Бандунг     | 0:2         | Китчи          |
| Джохор             | 5:0         | Дельта Юнайтед |
| Аль-Джаиш          | 1:0         | Аль-Джазира    |
| Аль-Шорта          | 0:2         | Аль-Кувейт     |

### 1/4 финала
Первые матчи прошли 25—27 августа, ответные — 15 сентября—16 сентября 2015 года.
| Команда 1   | Итог | Команда 2  | 1-й матч | 2-й матч |
| ----------- | ---- | ---------- | -------- | -------- |
| Джохор      | 4:2  | Саут Чайна | 1:1      | 3:1      |
| Аль-Кадисия | 3:2  | Аль-Джаиш  | 3:0      | 0:2      |
| Истиклол    | 5:3  | Паханг     | 4:0      | 1:3      |
| Аль-Кувейт  | 7:1  | Китчи      | 6:0      | 1:1      |

### 1/2 финала
Первые матчи прошли 30 сентября—1 октября, ответные должны были пройти — 20 октября—21 октября 2015 года, но были отменены. Причиной стала дисквалификация Кувейта. Международная федерация футбола накануне дисквалифицировала Ассоциацию футбола Кувейта со всех международных соревнований, поэтому в финал автоматически вышли клубы из Таджикистана и Малайзии.
| Команда 1   | Итог | Команда 2 | 1-й матч | 2-й матч |
| ----------- | ---- | --------- | -------- | -------- |
| Аль-Кадисия | 3:1  | Джохор    | 3:1      | отменён  |
| Аль-Кувейт  | 4:0  | Истиклол  | 4:0      | отменён  |

## Финал
Финальный матч прошёл 31 октября 2015 года на поле одного из финалистов — в Душанбе на Республиканском стадионе имени М. В. Фрунзе.
| 31 октября 2015 | \| Истиклол \| 0:1 \| Джохор \| \| \| Голы \| Веласкес 23' \| | Памир (стадион) Зрителей: 18 000 Судья: Минору Тодзё |
| Истиклол        | 0:1                                                           | Джохор                                               |
|                 | Голы                                                          | Веласкес 23'                                         |